# Louise Hay
Louise Lynn Hay (Los Angeles, 8 d'octubre de 1926-San Diego, 30 d'agost de 2017) va ser una escriptora estatunidenca, considerada una de les figures més representatives del moviment del Nou Pensament i una precursora dels llibres d'autoajuda, el més cèlebre dels quals va ser Vostè pot sanar la seva vida (You Can Heal Your Life), publicat el 1984. Va fundar l'editorial Hay House, amb la qual va difondre el seu ensenyament, a més de publicar treballs d'autors com Deepak Chopra, Wayne Dyer i Jerry Hicks, entre d'altres.

## Biografia
Va néixer a Los Angeles, Califòrnia, el 8 d'octubre de 1926, amb el nom d'Helen Vera Lunney; el seu pare, Henry John Lunney (1901–1998) i la seva mare, Veronica Chwala (1894–1985), es van divorciar quan tenia un any i mig. La seva infància va estar marcada per la pobresa, la inestabilitat i els abusos físics. El 1941, va marxar de casa i va treballar com a cambrera; va quedar embarassada amb 16 anys i va donar en adopció el nadó. El 1950, es va traslladar a Chicago, on treballava en tasques domèstiques fins que va obtenir un treball com a model d'alta costura a Nova York per a dissenyadors com Bill Blass, Oleg Cassini i Trigère Pauline. Va conèixer l'empresari anglès Andrew Hay, amb qui es va casar el 1954 i se'n va divorciar el 1968.

### Mestratge
El 1970, va començar a interessar-se per la meditació transcendental i va assistir regularment a reunions de l'Església de la Ciència Religiosa anomenada també Ciència de la ment, que proclama que els pensaments i les paraules són creadores de la nostra vida, i que cadascun és responsable de les seves pròpies experiències. El 1972, va començara difondre els coneixements de la Ciència de la ment, a més d'iniciar els seus estudis en la Maharishi University of Management (MUM), a Fairfiel. Després de diversos anys analitzant les malalties i problemes dels seus clients, va començar a relacionar i estudiar les causes psicològiques i espirituals amb l'aparició de les malalties, la qual cosa la va portar a elaborar una guia en què detallava les causes mentals de les malalties físiques. Va ser així com el 1976 va publicar Heal Your Body (Sana el teu cos), que va ser traduït a 25 idiomes. Posteriorment, va ser diagnosticada amb un càncer d'úter, es va sotmetre a tractaments naturals i quan es va recuperar el 1980, es va traslladar a Califòrnia. El 1984, va publicar un dels seus llibres més rellevants, Vostè pot sanar la seva vida, que es va mantenir a la llista de best-sellers del New York Time durant dotze setmanes consecutives.
Després de l'èxit del seu llibre, va fundar la seva pròpia editorial, Hay House, que inclou més de 130 autors, entre ells Wayne Dyer, Barbara D'Angelis, Joan Borysenko, Bernie Siegel, Susan Jeffers, Alan Cohen i Stuart Wilde. També va crear la Fundació Hay, que dona suport a diverses entitats relacionades amb la sida, les dones maltractades i altres persones marginades socialment.
El 2008, es va estrenar la pel·lícula Vostè pot sanar la seva vida, dirigida per Michael Goorjian. En aquest mateix any va rebre el Premi Minerva durant la Conferència de le Dones a Long Beach, al costat de Gloria Steinem, Billie Jean King, Betty Chinn i Ivelise Markovits.
Va morir per causes naturals, el 30 d'agost de 2017 a la seva casa de Sant Diego, a l'edat de 90 anys.

## Obra (selecció)
- You Can Heal Your Life. Hay House Inc., 1984. ISBN 0-937611-01-8
- Heal Your Body: The Mental Causes for Physical Illness and the Metaphysical Way to Overcome Them. Hay House Inc., 1984. ISBN 0-937611-35-2
- A Garden of Thoughts: My Affirmation Journal. Hay House Inc., 1989 ISBN 978-0937611678
- Love Yourself, Heal Your Life Workbook. Hay House Inc., 1990
- The Power Is Within You. Hay House Inc., 1991
- Heart Thoughts. Hay House Inc., 1992 ISBN 978-1-4019-3720-1
- Loving Thoughts For Increasing Prosperity. Hay house Inc., 1993
- Gratitude: A Way Of Life. Hay House Inc., 1996
- Life! Reflections On Your Journey. Hay House Inc., 1996 ISBN 978-1561700929
- Living Perfect Love: Empowering Rituals For Women. Humantics MultiMedia Publishers, 1996 ISBN 978-0-9652851-0-0
- Heal Your Body A–Z: The Mental Causes for Physical Illness and the Way to Overcome Them. HayHouse Inc. 1998 ISBN 978-1561707928
- 101 Ways To Health And Healing. Hay House Inc., 1998 ISBN 978-1-56170-496-5
- All is Well : Heal your body.  Carlsbad, US: Hay House, 2013. ISBN 978-1-4019-3502-3.
- Loving Yourself to Great Health: Thoughts & food : the ultimate diet.  [S.l.]: Hay House Inc, 2014. ISBN 978-1-4019-4284-7.
- You can heal your heart : finding peace after a breakup, divorce, or death, 2014. ISBN 978-1-4019-4387-5. (with David Kessler)
- Life loves you : 7 spiritual experiments to heal your life.  Hay House Inc, 2014. ISBN 978-1-4019-4614-2.